# Дресура није само за псе
Дресура није само за псе (енгл. Zapped) је амерички телевизијски филм направљен за канал Disney Channel у ком главне улоге играју Зендеја, Шанел Пелосо, Емилија Макарти и Спенсер Болдман. Зендеја игра главну улогу, Зои Стивенс.

## Радња
Зои Стивенс је просечна шеснаестогодишња девојка чија се мајка тек преудала. Усељавају се код њеног новог очуха и тројице полу браће. Зоин полубрат Адам је увек у налету због тога што је капитен кошаркашког тима; најмлађи Бен се увек прља; Зек, средње дете, има обичај да прави одвратне креације хране, а њихов отац Тед је тренер кошаркашке екипе и увек је гласан. Када Зои стигне у своју средњу школу након катастрофалног првог јутра са новом породицом, Адам је брзо напусти и она склопи чудно пријатељство са љубазном ученицом по имену Рејчел. Рејчел случајно одведе Зои на погрешну страну школе и она уђе на час науке. Џексон Кејл је прати у праву учионицу и надгледа је Тејлор Дин. Касније стиже на плесне пробе, али сазнаје да су јој ципеле покварила нова браћа. Зои покушава да плеше сопствену рутину током испробавања, додатно иритирајући Тејлор. Она пада због ципела и Зои и Рејчел су протеране у резервни тим. Зои одлази кући како би сазнала да је породични пас Хамфри уништио њену собу. Њен телефон падне у каду с водом, избаци га кроз прозор, склизне низ соларни панел и слети у Хамфријеву посуду за храну. Зоина мама ставља телефон у чинију са пиринчем и уверава је да ће ствари успети.
Следећег јутра чини се да телефон поново ради. Зои затим покушава да користи апликацију за псе коју је претходно преузела за Фамфрија, али на њено запрепашћење, она је радила лоше. Међутим, приметила је да изгледа да њена браћа слушају њене наредбе помоћу апликације. Зои користи апликацију на својој браћи и очуху, чинећи их тишим, фокусиранијим, чишћим и здравијим. Такође користи апликацију за побољшање понашања дечака у својој школи. Касније тог дана Зои стиже на плесне вежбе и бива изабрана за капитена. Међутим, њена група ужасно плеше. Зои користи моћ апликације у свом тиму и они плешу невероватно. Оде код директорке и предложи плесно такмичење између резервног тима и главног тима. Директорка заказује плес за вече предстојећег турнира у кошарци.
Изгледа да је све промењено набоље, захваљујући апликацији. Међутим, како време пролази, Зои види да дечаци постају беживотни након што су приморани на неке ствари. Зои покушава да преокрене своје команде новим командама, али током плесног вежбања, Тејлор се руга беживотном и роботском плесу из резервног тима. Зои се наљути и користи апликацију да забрља плесне вежбе главног тима. Када Џексон уђе и види Зои како показује Тејлор, он одлази. Зои јури за њим и (случајно) користи апликацију да би га натерала да је пољуби. Џексон је збуњен и одлази. Зои се враћа у тим и одлучује да прекине тренинг. У тоалету, Тејлор јој краде телефон док се Зои умива.
Зои и Рејчел су у Зоииној кући и разговарају о томе како да преокрену ефекте апликације, када сазнају да Адам има скаутске колеге који долазе на његову кошаркашку утакмицу. Да ствар буде гора, схватају да нема телефона. У међувремену, Тејлор је заузета покушајима да открије како Зои контролише дечаке. Непосредно пре почетка кошаркашке утакмице, Тејлор улази и контролише сваког мушкарца у соби. Зои ступа (и један по један јој се придружује остатак породице) и наговара Тејлор да то уместо ње употреби на њој. Рејчел је у стању да се ухвати у коштац са Тејлор и игра почиње. Зои смисли како да обрне апликацију речју „вољно”, разбије свој телефон и избаци га, што је на Тејлорин шок. Утакмица у кошарци почиње и Адамова екипа побеђује. На плесном двобоју, резервни тим успева да победи користећи своје јединствене плесове. На крају филма, Зои и Џексон се забављају и Зои и њена породица коначно су се прилагодили заједничком животу.
У сцени након заслуга, два ученика у казни проналазе телефон и укључују га, показујући апликацију.

## Улоге
| Глумац            | Улога        |
| ----------------- | ------------ |
| Зендеја           | Зои Стивенс  |
| Шанел Пелосо      | Рејчел       |
| Спенсер Болдман   | Џексон       |
| Емилија Макарти   | Тејлор       |
| Адам Димарко      | Адам Томпсон |
| Лурица Тронко     | Јуки         |
| Луција Волтерс    | Џени Стивенс |
| Алекс Пауновић    | Тед Томпсон  |
| Вилијам Ајнскоу   | Бен Томпсон  |
| Џедајда Гудкри    | Трип         |
| Конор Кауви       | Зек Томпсон  |
| Самјуел Патрик Чу | Чарли        |